# Alex Henry Foster
Pour les articles homonymes, voir Foster.
Ne doit pas être confondu avec Alex Foster.
Alex Henry Foster est un auteur-compositeur-interprète et musicien canadien, mieux connu pour être le chanteur et porte-parole du groupe montréalais Your Favorite Enemies. 
Le groupe a été fondé en 2006 et nommé aux Juno Awards pour leur album Between Illness and Migration en 2015. 
En 2018, Foster a annoncé la sortie d'un premier album solo, Windows in the Sky, via Hopeful Tragedy Records et Sony Music / The Orchard. Son premier album solo a rejoint la première place dans la catégorie Tous genres sur les palmarès iTunes au Canada dès sa première semaine de lancement et a rejoint la sixième place dans le palmarès canadien de Billboard dès sa deuxième semaine de sortie. L'album Windows in the Sky de Alex Henry Foster a également été nommé à l'ADISQ pour la première fois en 2019, dans la catégorie Album de l'année - Anglophone.
En 2020, Alex Henry Foster et son groupe The Long Shadows ont fait leur première tournée, aux côtés de …And You Will Know Us by the Trail of Dead. Il a également lancé un EP et des vidéoclips pour la chanson Summertime Departures, ainsi qu'un EP et un court-métrage pour la chanson The Hunter (By the Seaside Window).
Le 1er mai 2020, son premier album solo intitulé Windows in the Sky est sorti dans le monde entier, l'événement de lancement ayant lieu sur le portail en ligne de Prog (magazine), par le biais d’une diffusion d'un concert de 60 minutes, en direct du studio d’Alex Henry Foster, établi dans une ancienne église catholique près de la ville de Montréal. Il a également été interviewé par Rolling Stone France lors de la sortie de son album et a fait la première page du magazine.

## Biographie
Foster est né à Montréal au Canada et a habité à Montréal et en banlieue de Montréal durant son enfance. Après avoir gradué de l'Université de Montréal en travail social, il a fait la rencontre de Sef Lemelin avec qui, ainsi qu'avec Ben Lemelin et Miss Isabel, ils ont formé le groupe The Riddlers, qui devint Your Favorite Enemies une fois joint officiellement par Jeff Beaulieu et Charles Moose Allicie.
Foster a cofondé le label Hopeful Tragedy Records, et a établi le studio et les quartiers généraux de ce dernier dans une ancienne église catholique de Drummondville au Québec en 2009. Leurs établissements comprennent des studios de musique et de multimédia, ainsi que la Fabrik, un espace créatif muni d'équipements pour l'impression en sérigraphie, la création de vêtements ainsi que la coupe et enregistrement de disques vinyles. C'est également là que la collection de bijoux Red Crown Crane fut conçue, en collaboration avec la claviériste de Your Favorite Enemies et designer artistique, Miss Isabel.
À la suite du décès de son père, Foster a décidé de partir pour Tanger au Maroc en 2016, où il passa deux années à travailler sur ce qui allait devenir son album Windows in the Sky, lançant ainsi sa carrière solo. Son groupe entier s'est joint à lui pour travailler sur de nouveaux projets musicaux, ouvrant un studio professionnel en plein cœur de Tanger,. Il a lancé Windows in the Sky le 9 novembre 2018, qui fut présenté en primeur à Tokyo au Japon. L'album a atteint la première place sur le palmarès iTunes au Canada dans la catégorie « Rock » et s'est hissé à la première place, dans les quelques jours suivant son lancement. Il est demeuré au top des palmarès au Canada aux côtés de Muse, The Beatles, Imagine Dragons et Queen durant quelques jours suivant sa sortie.
En 2017, Foster a lancé le livre A Journey Beyond Ourselves, revisitant l'histoire derrière la création de l'album Tokyo Sessions de Your Favorite Enemies. Il a également lancé le magazine web The Eye View et contribue au magazine BEEAST au Japon, partageant au sujet de l'art, de la musique, de la vie, en plus de ses influences artistiques et de son quotidien.
En 2018, Alex Henry Foster a lancé son premier album solo Windows in the Sky au Canada. Il a atteint et est demeuré au top des palmarès plusieurs semaines après sa sortie,. En juillet 2019, il se produit en spectacle pour la première fois au Festival International de Jazz de Montréal. Son album Windows in the Sky fut nommé pour « Album anglophone de l'année » à l'ADISQ à l'automne la même année
En 2020, Alex Henry Foster et les membres de son groupe The Long Shadows ont fait leur première tournée à travers l'Europe avec …And You Will Know Us by the Trail of Dead,,.
En janvier 2020, il sortit un EP et une vidéo pour la chanson Summertime Departures, suivi de la sortie d'un vidéoclip mettant en vedette sa performance en concert lors de son tout premier spectacle au Festival International de Jazz de Montréal devant salle comble. En mars 2020, il sortit un EP de la chanson The Hunter (By the Seaside Window) ainsi qu'un court-métrage pour la pièce de 15 minutes, réalisée en collaboration avec le producteur français Jessie Nottola, qui a également travaillé avec Tinariwen, Tiken Jah Fakoly, Arthur H. Ce court-métrage qui rappelle le travail de David Lynch, a été tourné près de Montréal, au Canada.
Le 1er mai 2020, son album Windows in the Sky est lancé à l’international par le biais d'un concert en direct de son studio-église, via le portail du média britannique Prog. Une répétition avec Alex Henry Foster et son groupe a également été diffusée avant le lancement, via le portail de l'ADISQ, qui avait nommé son album dans la catégorie « Album de l'année - Anglophone » en 2019.

## Influences
Foster cite Fugazi, Sonic Youth, Pixies, My Bloody Valentine, Mars Volta, Radiohead, Mogwai, Swans et Nick Cave en tant qu'influences récentes et Sex Pistols, The Clash, The Ramones, Ministry, Skinny Puppy et The Cure en tant qu'influences de jeunesse, ainsi que le punk rock, post-punk, new wave, et le straight edge hardcore.
Des poètes et auteurs tels que Leo Tolstoy, Khalil Gibran, Isaac Bashevis Singer, Baudelaire, Rainer Maria Rilke, Octavio Paz, Jack Kerouac, Paul Bowles, Ernest Hemingway, et Allen Ginsberg font également partie de ses influences et inspirations. Des extraits du poème The Weight of the World is Love par Allen Ginsberg se retrouvent sur la pièce musicale Shadows of Our Evening Tides sur Windows in the Sky, premier album solo de Alex Henry Foster.

## Activisme
Alex Henry Foster est également un ancien travailleur social et défenseur actif des droits humains. Il a collaboré avec Amnistie Internationale et a collaboré à de nombreuses campagnes à travers les années. Il a fondé Rock N Rights en 2005, un organisme à but non lucratif faisant la promotion des droits humains. Il a également été interviewé dans l'émission canadienne Tout le monde en parle et l'émission radio Médium Large diffusée sur les ondes de Radio-Canada au sujet de son passé dans les gangs et sa vision de la justice sociale.

## Implication Sociale
Alex Henry Foster est impliqué auprès de Amnistie Internationale depuis de nombreuses années. Il fait office de porte-parole officiel, agit en tant que conférencier au Canada et a été l'hôte du Congrès annuel de la jeunesse d'Amnistie Internationale. Il a également écrit une chanson pour la libération de Fred M'membe. Son groupe Your Favorite Enemies a participé au 30e anniversaire d'Amnistie Internationale (2007), au 35e anniversaire de Give Peace A Chance, à Imagine (2004), ainsi qu'à la Marche des femmes vers l'an 2000, et a joué en concert dans le cadre du 51e anniversaire de la Charte des droits et libertés de la personne. Your Favorite Enemies a également donné une entrevue exclusive à propos des droits humains avec le groupe Anti-Flag durant la tournée Vans Warped Tour (2007).
En 2005, Alex Henry Foster a co-fondé Rock N Rights, un organisme à but non lucratif mettant l'emphase sur la promotion des droits humains et son éducation.
Suivant le tsunami de 2011 au Japon, Foster et les membres de son groupe, Your Favorite Enemies, ont lancé The Hope Project en partenariat avec la Croix Rouge et les écoles. Cette campagne consistait à rassembler des messages d'encouragement et d'empathie afin de les acheminer aux survivants, sous format de cartes postales personnalisées.
Rock N Rights a pris part à la campagne pour soutenir le blogueur saoudien Raif Badawi et la liberté d'expression ainsi que les droits de la femme en collaboration avec 100 % Mamans à Tanger au Maroc.

## Discographie
- 2018 : Windows in the Sky (Hopeful Tragedy Records)
- 2020 : Summertime Departures - EP (Hopeful Tragedy Records)
- 2020 : The Hunter (By The Seaside Window) - EP (Hopeful Tragedy Records)

## Récompenses et nominations
| Année | Travail nommé                                         | Récompense | Résultat   |
| ----- | ----------------------------------------------------- | ---------- | ---------- |
| 2019  | Album de l'année - Anglophone pour Windows in the Sky | ADISQ      | Nomination |